# 34450 Zashamickey
34450 Zashamickey este o planetă minoră (asteroid), cu un diametru de 2,091 km, din centura de asteroizi. A fost descoperită pe 24 septembrie 2000 la Experimental Test Site⁠(d) de Lincoln Near-Earth Asteroid Research. 
Obiectul prezintă o orbită caracterizată de o semiaxă mare de 2,3496838 UAi, o excentricitate de 0,19, o înclinație de 3,78476 ° în raport cu ecliptica.